# You ling ren jian
You ling ren jian (幽靈人間), comercialitzada internacionalment com Visible Secret és una pel·lícula de comèdia de terror de Hong Kong del 2001 dirigida per Ann Hui, protagonitzada per Eason Chan, Shu Qi, Anthony Wong, Sam Lee, James Wong, Wayne Lai, Kara Hui, Tony Liu i Cheung Tat-ming.

## Argument
Peter, un perruquer, coneix una nit a la discoteca la June, una infermera, i ella es converteix en la seva xicota. Afirma tenir un "tercer ull" espiritual que li permet veure fantasmes. A mesura que s'acosten l'un a l'altre, en Peter comença a t
robar visions de fantasmes. Després d'unes vacances a un centre turístic, June es fa amistat amb un noi del barri. Un dia, en Peter i June visiten el nen a casa seva, i en Peter s'horroritza al veure que la mare del nen és atacada per dos fantasmes viciosos, que lluiten per la possessió del seu cos. El nen es troba després mort. Mentrestant, el pare de Peter se suïcida a l'hospital en circumstàncies estranyes.
En Peter sospita June i vol trencar amb ella, fins i tot quan ella intenta advertir-lo que és l'objectiu d'un «fantasma sense cap». Quan el millor amic de Peter, Simon, li diu que realment va ser posseït, Peter recupera la confiança en June i comencen a desentranyar el misteri junts rastrejant els detalls d'un horrible accident que va passar a Sai Wan fa dues dècades. El pare d'en Peter havia topat accidentalment amb un home i va fer que l'home caigués a la via, on va ser arrossegat per un tramvia que arribava i va ser decapitat. L'home és el «fantasma sense cap» i cerca venjança d'en Peter i el seu pare.

## Repartiment
- Eason Chan com a Peter Wong Choi
  - Man Kin-fung com el jove Peter
- Shu Qi com a June / Wong Siu-kam
  - Kelly Moo com a jove June
- Anthony Wong com a Wong-lin
- Sam Lee com a Simon
- James Wong com a Lo Kit
- Wayne Lai com el germà de Peter
- Kara Hui com a mare de Siu-kam
- Tony Liu com a mestre Tsang
- Cheung Tat-ming com a taxista
- Jo Kuk com a fantasma al metro
- Perry Chan com a Dicky
- Tiffany Lee com a Carmen
- Rashima Maheubani com a Sue
- Ho Fili com Fatso
- Yau Man-shing com a Ah-kow
- Chung Yiu-shing com a Little Chung
- Tammy Ting com a dona de Tat
- Lo Yan-yan com a Cher
- Fok Lin com a tia San
- Janet Chang com a dona cantant
- Ng Wing-han com a infermera
- Lo Pui-ho com a noi al saló A
- Kung Siu-ling com a mare del nen
- Lee Wing-yin com a amic de la Sue
- Lau Ho-yee com a xicota de Jake
- Ng Tat-lap com a jove al saló B
- Lai Hing-san com l'oncle Chan
- Lee Chi-ming com a cap de serp
- Li Fung com Miss Wong